# Старик (река)
Старик (укр. Старик) — левый приток Десны, протекающий по Новгород-Северскому (Черниговская область, Украина) и Конотопскому (Сумская область, Украина) районам; один из многочисленных рукавов в долине Десны, образованный вследствие русловых процессов: русловая многорукавность.

## География
Длина — 7, 12 км. Площадь водосборного бассейна — 21,2 км². Русло реки (отметки уреза воды) в среднем течении (севернее села Райгородок) находится на высоте 117,6 м над уровнем моря. Скорость течения — 0,1.
Русло сильно-извилистое с крутыми поворотами (меандрированное), шириной 50 м и глубиной 1,7 м, и заливами. Долина реки сливается с долиной Десны. Сообщается временными и постоянными водотоками с озёрами (например, Мачулище, Белевик).
Река берёт начало ответвляясь от основного русла Десны западнее села Погореловка (Конотопский район). Река течёт на восток и служит административной границей Черниговской и Сумской областей, выходит на территорию Конотопского района, далее вновь служит админграницей (течёт на юго-запад), далее протекает по Новгород-Северскому району, делая несколько крутых поворотов. Впадает в Десну (на 428-м км от её устья) восточнее села Вишенки (Новгород-Северский район).
Пойма занята заболоченными участками (частично), лугами и кустарниками, лесами (лесополосами). Правый берег и пойма реки (в Черниговской области) занята Мезинским национальным природным парком.
Притоки: нет.
Населённые пункты на реке:
Конотопский район
1. Погореловка

Новгород-Северский район
1. Райгородок